# باشگاه فوتبال الکوکب المراکشی
باشگاه فوتبال الکوکب المراکشی (عربی: الكوكب المراكشي) یک باشگاه فوتبال در شهر مراکش است.
این باشگاه که در سال ۱۹۴۷ تأسیس شده سابقه ۲ قهرمانی در لیگ دسته اول فوتبال مراکش و ۶ قهرمانی در جام حذفی فوتبال مراکش را در کارنامه دارد.